# Capsicum hunzikerianum
Capsicum hunzikerianum är en potatisväxtart som beskrevs av Barboza och Bianch. Capsicum hunzikerianum ingår i släktet spanskpepparsläktet, och familjen potatisväxter. Inga underarter finns listade i Catalogue of Life.